# 立陶宛—波蘭邊界
立陶宛－波蘭邊界自立陶宛於1990年3月11日恢復獨立以來便一直存在，長度為104（65英里）。它從「立陶宛－波蘭－俄羅斯三邊交界」向東南延伸至「白俄羅斯－立陶宛－波蘭三邊交界」，是歐洲聯盟和申根區的內部邊界，也是波羅的海國家（皆為歐盟與北約成員國，非獨立國協成員國）與俄羅斯領導的獨立國家國協邊界。

## 歷史
中世紀時，立陶宛大公國與波蘭王國間有共同邊界。1569年，兩國及王室普魯士組成盧布林聯合，之後形成波蘭立陶宛聯邦，兩國化為波立聯邦中的單一聯邦實體，邊界也因此消失。兩國分治後，歷經瓜分波蘭，波蘭會議王國（與俄羅斯帝國組成共主邦聯）和俄羅斯治下的立陶宛地域（科夫諾省與維爾納省）之間有了邊界。1918年至1939年間，戰間期立陶宛共和國與波蘭第二共和國間邊界與目前邊界不同，兩國爆發多次邊境衝突，直到1922年兩國簽訂《蘇瓦烏基協議》才確立邊界，長度為521（324英里）。而現今的立陶宛－波蘭邊界於第二次世界大戰後定形，是波蘭與立陶宛蘇維埃社會主義共和國的邊界，立陶宛恢復獨立後也未變更。1996年3月5日，立陶宛與波蘭簽訂共同邊界條約，正式劃定兩國國界，並就邊境管制等技術細節達成共識。

## 軍事戰略
從北約軍事戰略角度來看，立陶宛－波蘭邊界又稱作「蘇瓦烏基缺口」（英語：Suwalki gap，以邊境城鎮蘇瓦烏基命名），代表白俄羅斯與俄羅斯外飛地加里寧格勒間一塊難以防禦、平坦、狹窄，且連接波羅的海三國、波蘭與其他北約成員國的缺口。2016年7月，在俄羅斯兼併克里米亞、頓巴斯戰爭爆發2年後，北約成員國在2016年華沙峰會上達成共識，同意將北約加強型前進軍力展示往前推進。2017年的北約演習首次著重於防禦蘇瓦烏基缺口，預防俄羅斯可能的敵對行為； 同年，俄羅斯與白俄羅斯也舉辦「西方2017」演習。

## 邊境管制措施
1991年至2007年，立陶宛和波蘭之間有三條公路和一條鐵路跨境口岸。2004年5月1日，波蘭與立陶宛都加入歐盟，這條邊界成為歐盟的內部邊界。2007年12月21日，兩國加入《申根公約》，穿越立陶宛－波蘭國境變得更容易，因為申根區內各國開放交通，鮮少管制。海關和警察為了阻止受限制貨物走私，仍會略作管制，但只會影響約1%的旅客。
- 公路
  - 布濟斯科（英语：Budzisko）－卡爾瓦里亞
  - 奧格羅尼基（英语：Ogrodniki, Sejny County）－拉茲迪亞伊
  - 貝日尼基（英语：Berżniki）－卡普恰米斯蒂斯（英语：Kapciamiestis）

- 鐵路
  - 特拉基什基（英语：Trakiszki）－塞斯托凱（英语：Šeštokai）

## 圖集

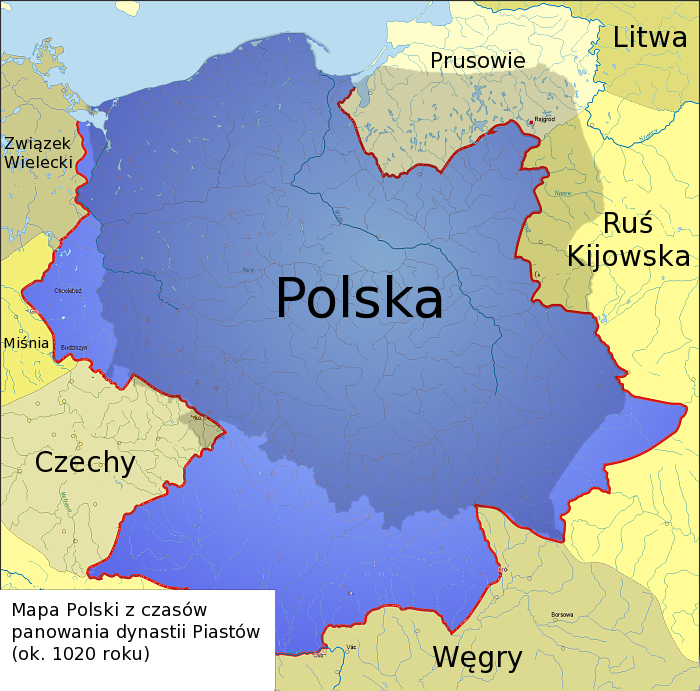
11世紀早期的地圖，波蘭與立陶宛之間隔著古普魯士人與基輔羅斯。
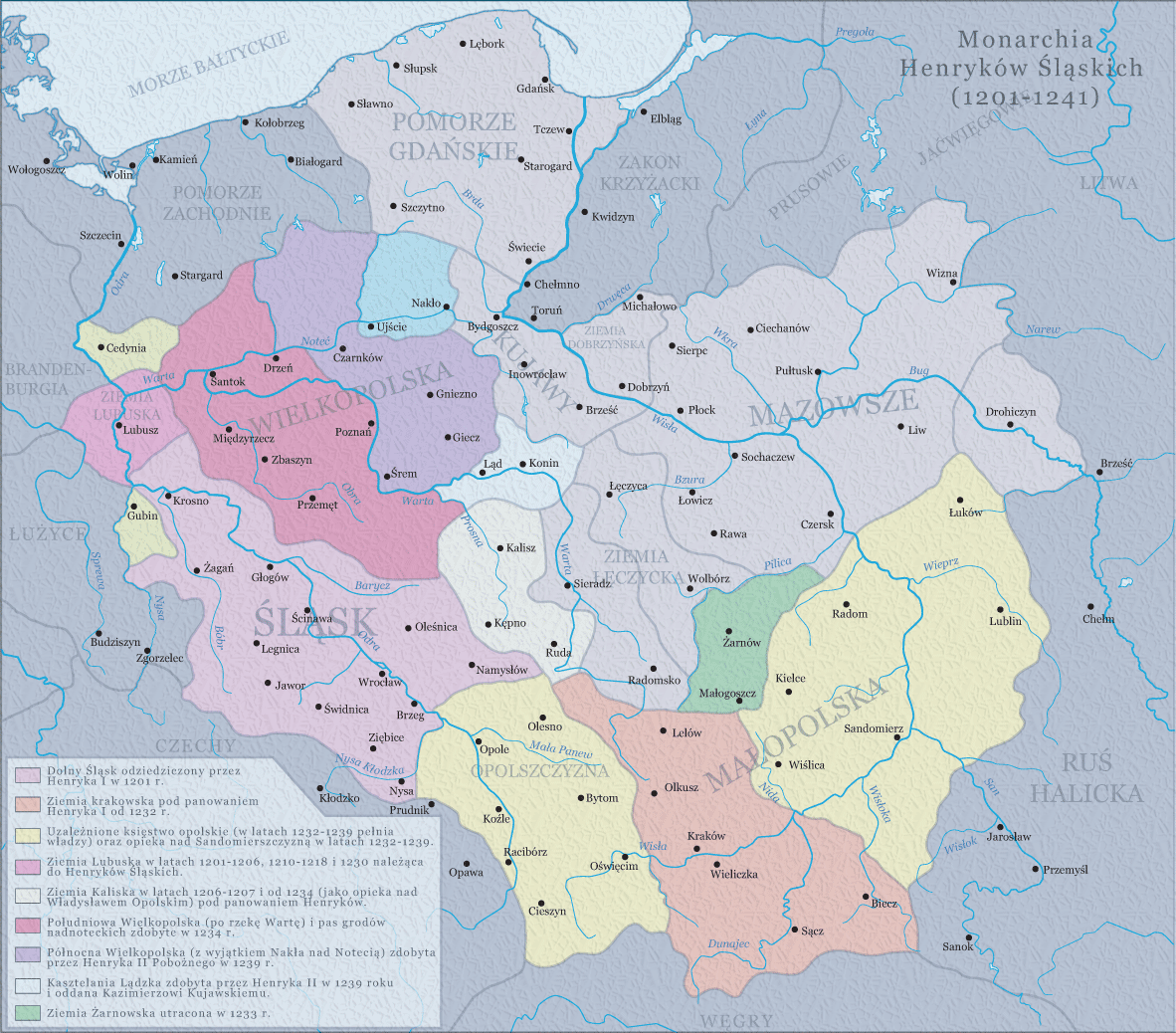
13世紀上半葉的波蘭地圖，描繪出馬佐夫舍公國與立陶宛間的邊界。
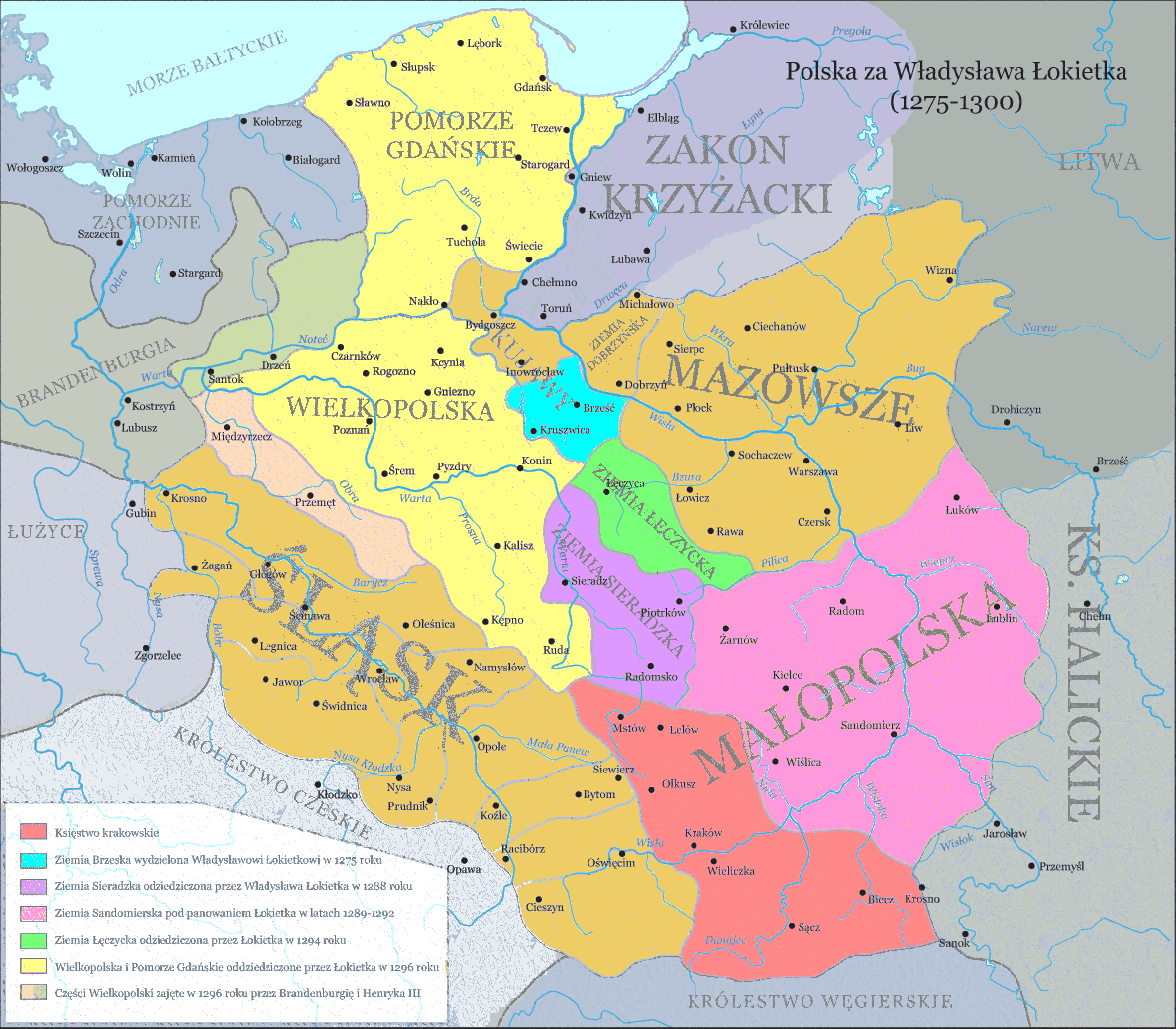
1275年至1300年左右的立陶宛與波蘭地圖，可看見立陶宛－波蘭邊界。
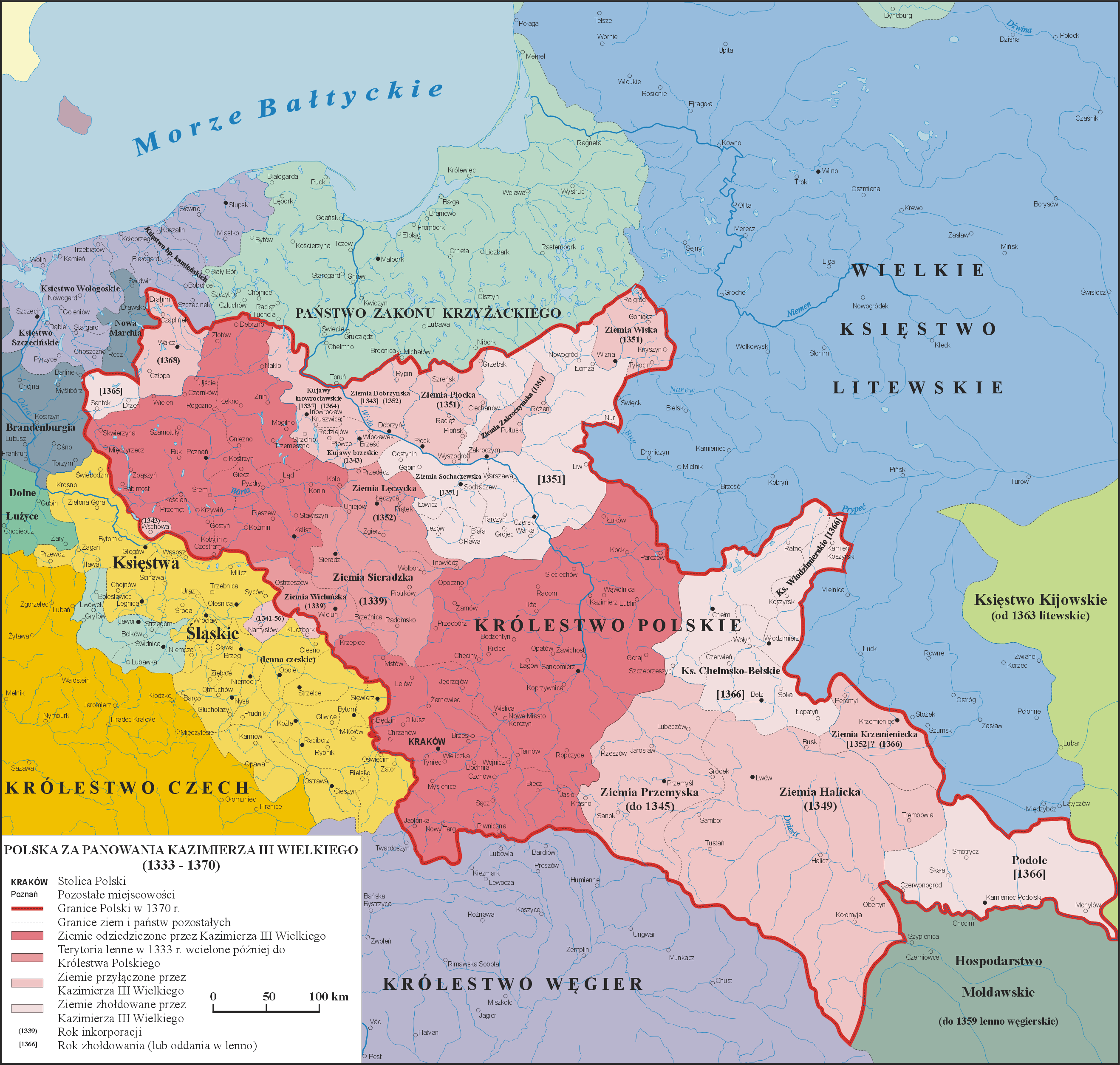
1333年至1370年左右的立陶宛與波蘭地圖，可看見立陶宛－波蘭邊界。
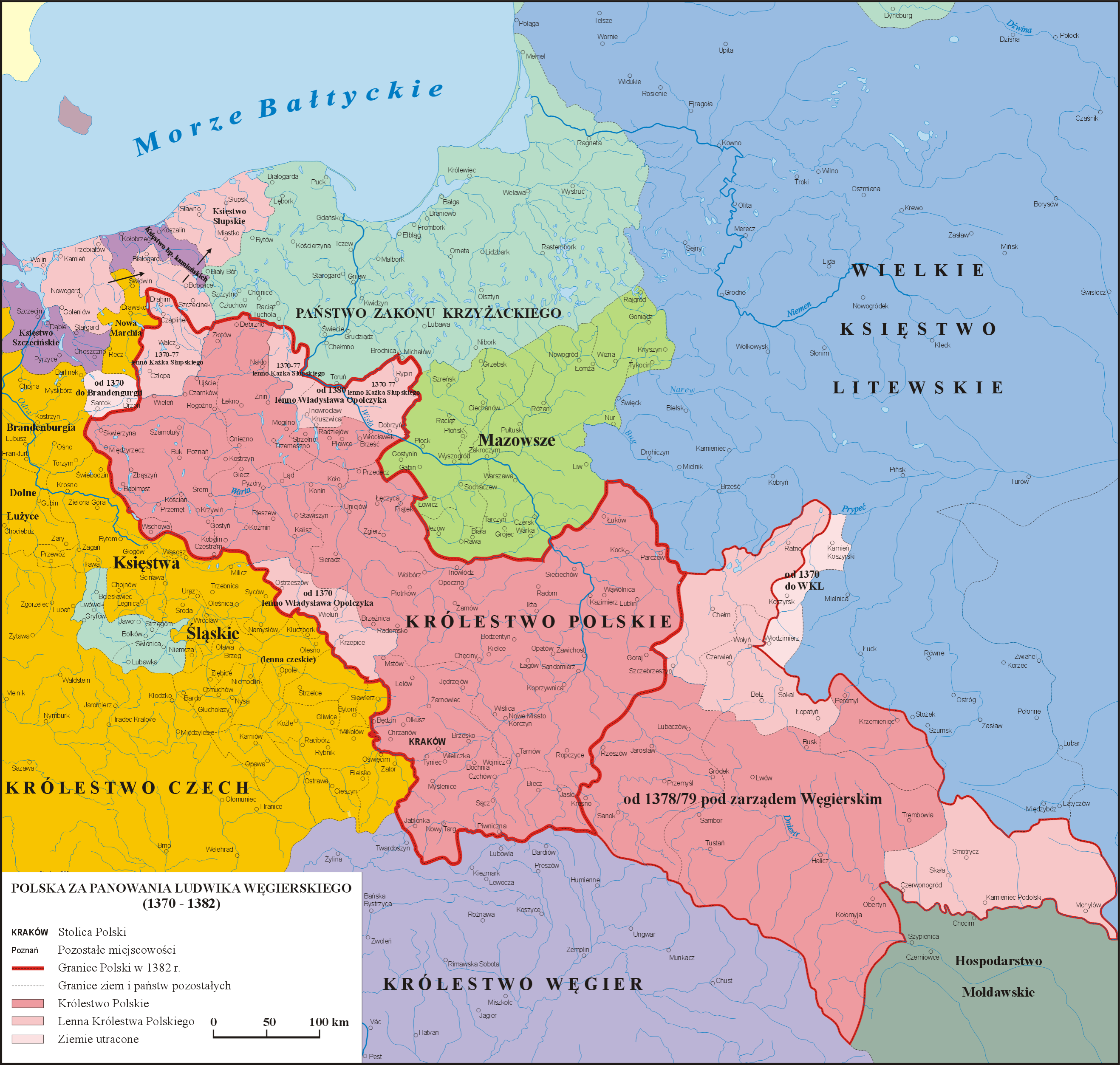
1370年至1382年左右的立陶宛與波蘭地圖，可看見立陶宛－波蘭邊界。
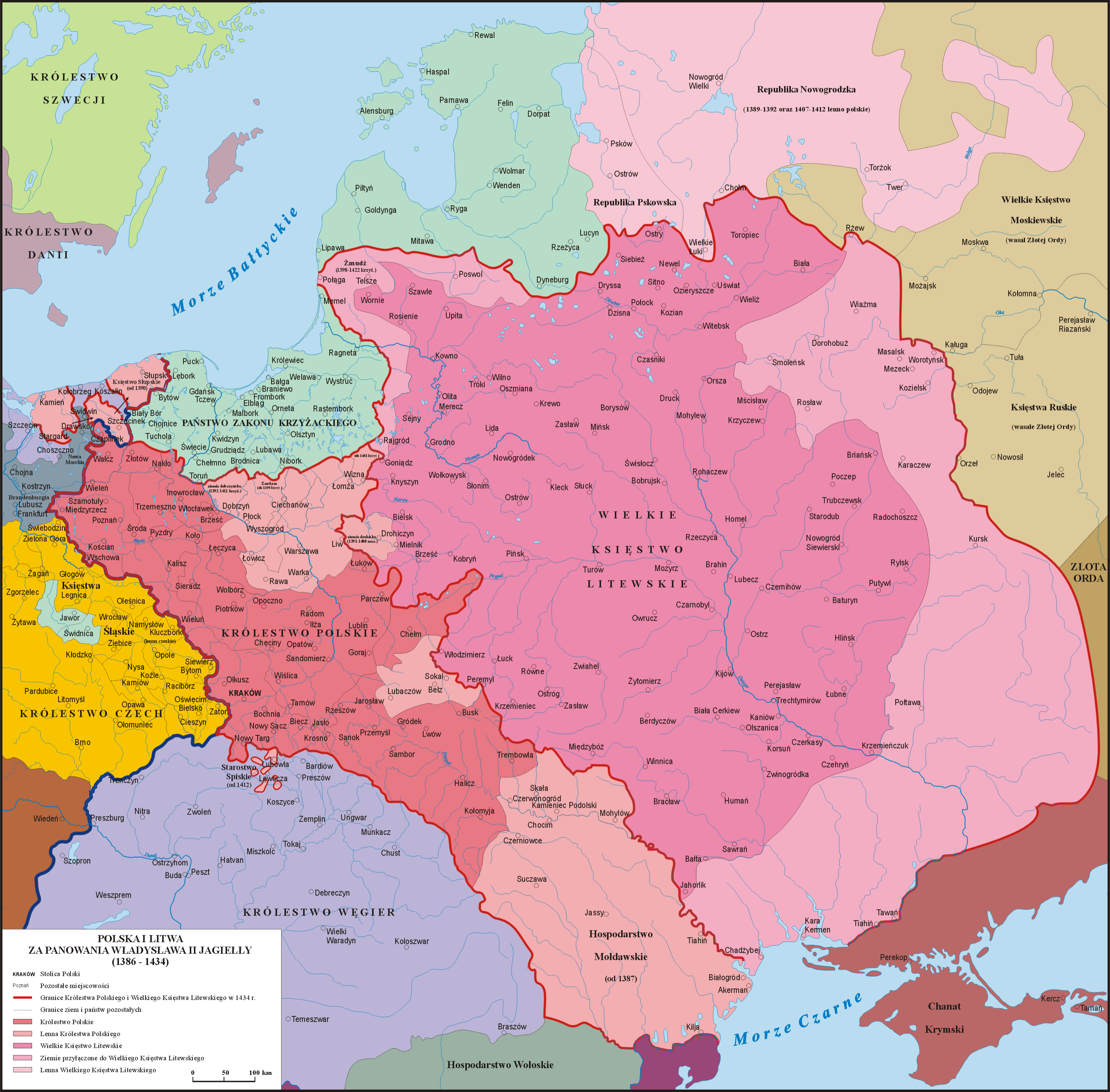
1386年至1434年左右的立陶宛與波蘭地圖，可看見立陶宛－波蘭邊界。
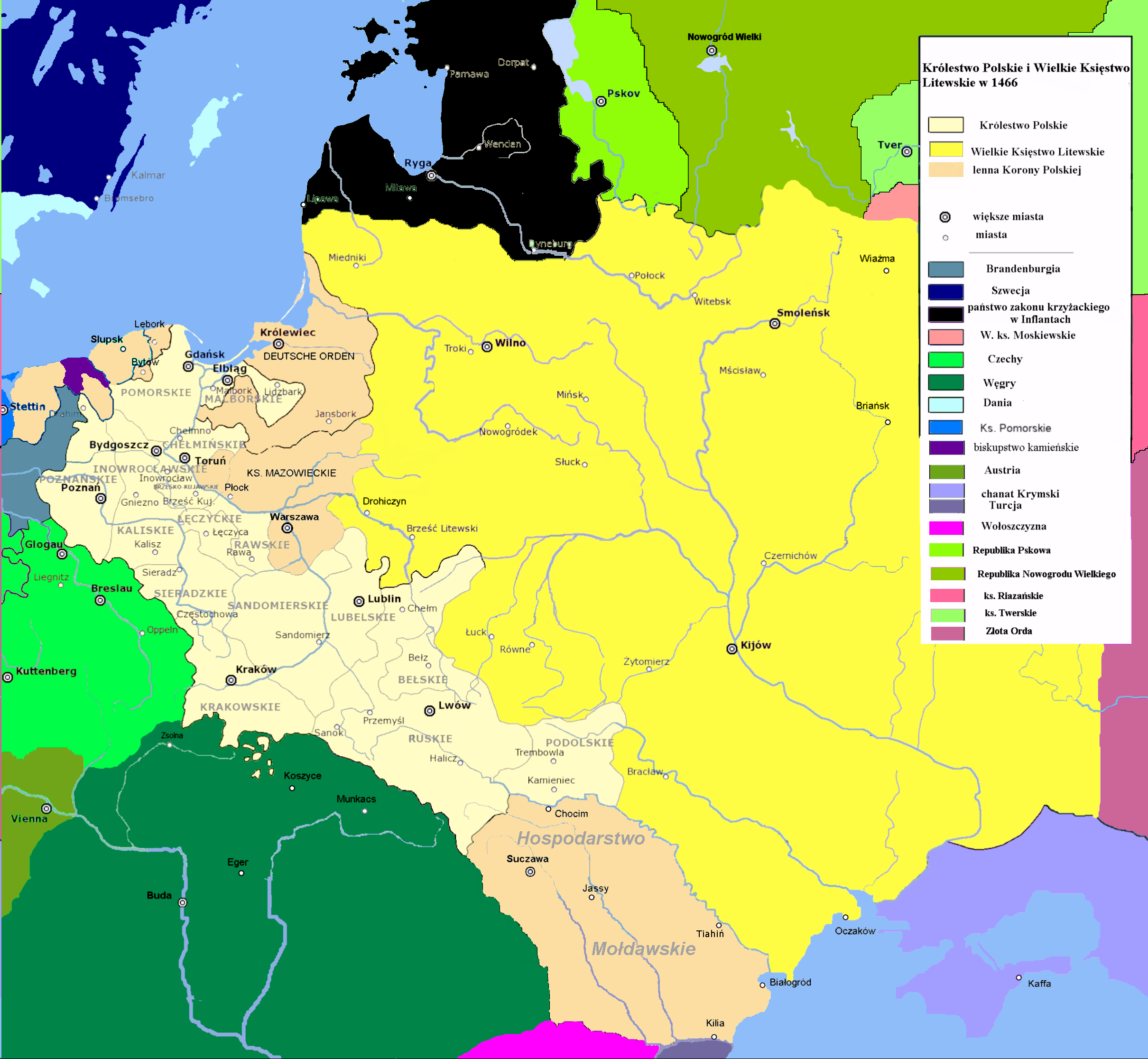
1466年左右的立陶宛與波蘭地圖，可看見立陶宛－波蘭邊界。
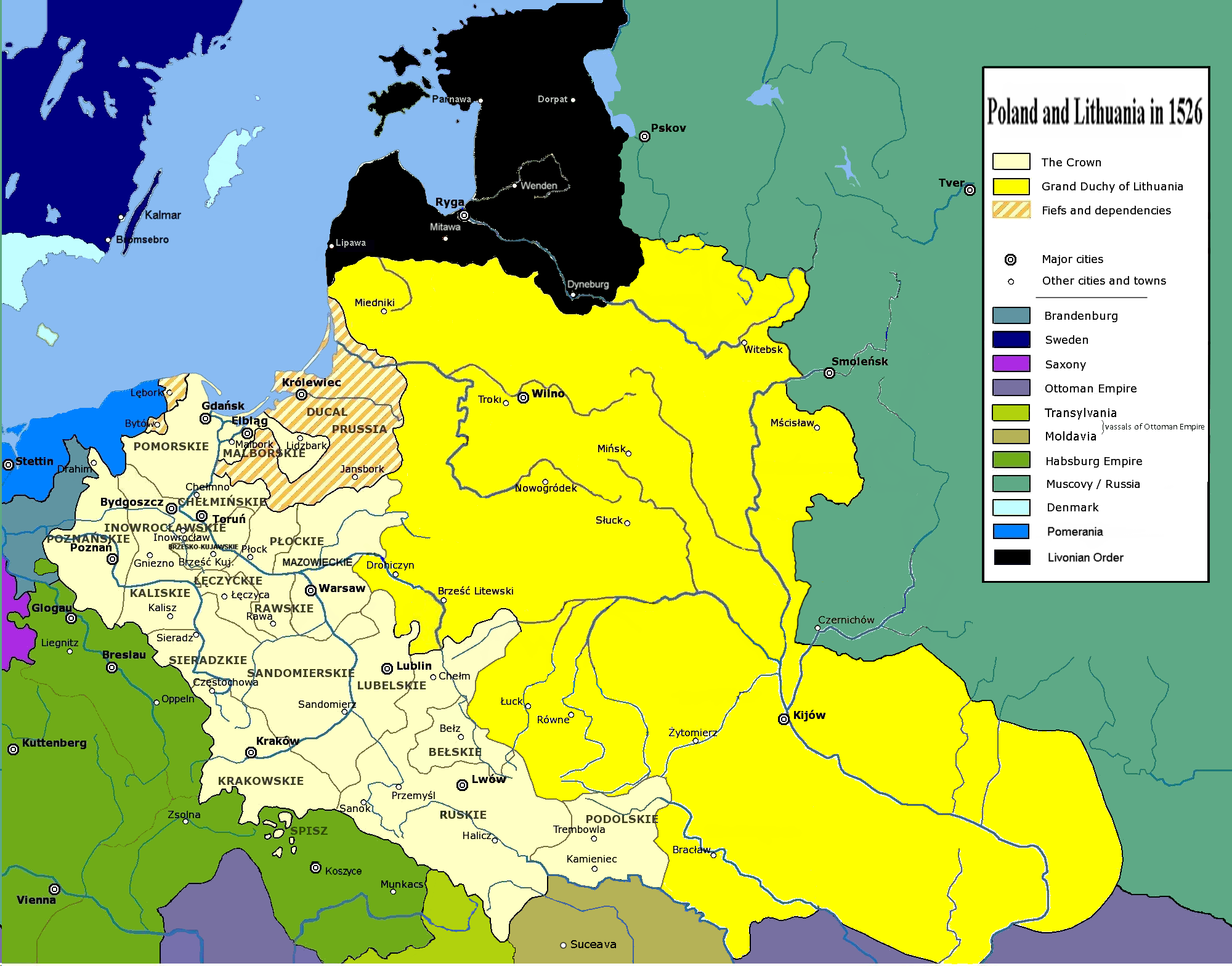
1526年左右的立陶宛與波蘭地圖，可看見立陶宛－波蘭邊界。
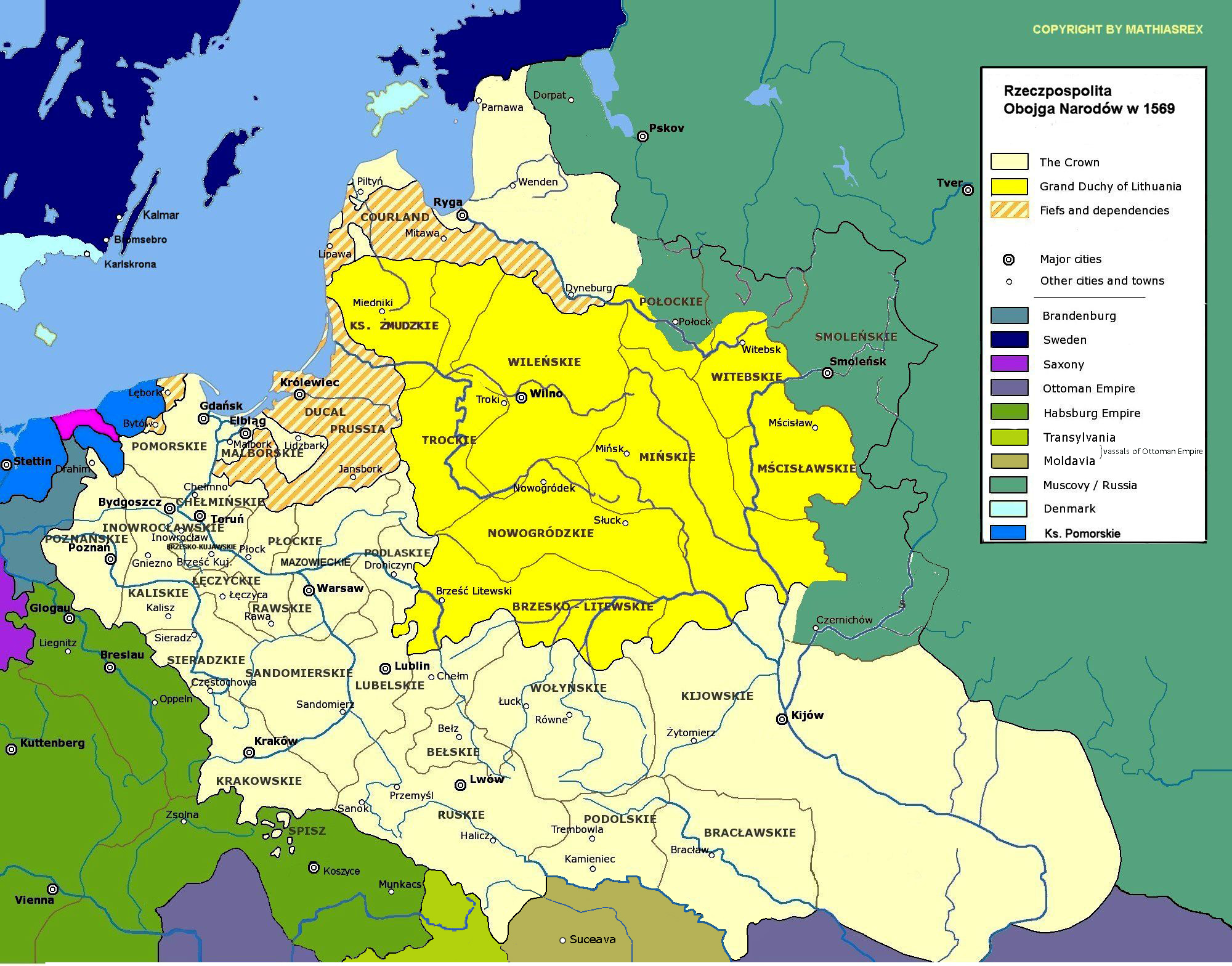
波蘭立陶宛聯邦於1569年建國後的地圖，可看見立陶宛－波蘭邊界。烏克蘭部分領土轉為波蘭王國王冠領地。
1867年至1914年左右的波蘭與俄羅斯地圖。立陶宛此時並非獨立政治實體。
1918年至1939年左右的立陶宛與波蘭邊界。

## 延伸閱讀
- . （原始内容存档于2008-07-18） （英语）.
- . GlobalSecurity.org. （原始内容存档于2021-02-23） （英语）.
- . （原始内容存档于2021-07-11） （英语）.
- Bearak, Max. . The Washington Post. 2016-06-20  [2021-08-18]. （原始内容存档于2021-02-15） （英语）.